# Nebulosa do Ovo Podre
A Nebulosa do Ovo Podre, com nome técnico OH 231.84 +4.22, é uma protonebulosa planetária situada na constelação de Puppis. Recebe o nome de "Nebulosa do Ovo Podre", pela grande quantidade de compostos sulfurosos presentes nela, o qual produziria esse cheiro. Tem aproximadamente 1,4 anos luz de extensão e encontra-se num aglomerado estelar aberto M46, a cerca de 5000 anos luz de distância.
A nebulosa é composta primariamente de gás expulso pela estrela central e posteriormente acelerado em direções opostas. O gás alcançou enormes velocidades de até 1,5 milhões de km/h. A maior parte da massa estelar encontra-se atualmente nestas estruturas bipolares de gás.
Uma equipa de astrônomos espanhóis e americanos, usando  o Telescópio Espacial Hubble, estudou como o jorro de gás bate contra o material que se encontra no seu redor (a azul na imagem). Devido à grande velocidade do gás, o impacto cria frentes de choque que esquentam o gás. Embora cálculos com computador tivessem predito a existência e estrutura destes choques há tempo, observações prévias não puderam demonstrar esta teoria. A cor amarela aparece o gás que flui da estrela a grande velocidade. Uma larga faixa de gás e pó oculta a estrela central. Esta é uma variável Mira que recebe o designador variável QX Puppis.
A maior parte do gás observado parece ter sido repentinamente acelerado apenas há cerca de 800 anos. Os astrônomos acreditam que em outros mil anos a nebulosa tornar-se-á numa nebulosa planetária plenamente desenvolvida.